# Palais Leović à Subotica
Le palais Leović à Subotica (en serbe cyrillique : Леовић палата у Суботици ; en serbe latin : Leović palata u Subotici) est situé à Subotica, dans la province de Voïvodine et dans le district de Bačka septentrionale, en Serbie. Il est inscrit sur la liste des monuments culturels protégés de la République de Serbie (identifiant no SK 1819).

## Présentation
Le palais Leović a été construit en 1893 selon un projet d'Ödön Lechner et Gyula Pártos pour le notaire Simon Leović ; il est caractéristique du style Sécession qui se développe à cette époque là et qui annonce l'ère de l'architecture moderne.
Le bâtiment est constitué d'un sous-sol, d'un rez-de-chaussée et d'un étage et est construit en briques jaunes. Les fenêtres doublées sont légèrement courbées. Au sommet de la façade se trouvent des attiques prenant la forme de frontons tréflés. À gauche de la façade s'élève une tour octogonale, ajoutée à la demande de Jelisaveta Batić, la femme de Leović, lui donne un caractère asymétrique ; au-dessus du toit se trouve une petite lanterne. La décoration de l'ensemble est assurée par un jeu sur les briques, les pierres, les tuiles en faïence de Zsolnay et les portails en bois.
Le palais est considéré comme un bien culturel représentatif de la ville de Subotica.